# Andrea Neil
Andrea Neil, née le 26 octobre 1971 à Vancouver en Colombie-Britannique est une ancienne joueuse international canadienne du soccer qui jouait au poste de milieu de terrain. 

## Biographie

### Carrière internationale (1991-2007)
Le 19 avril 1991, Andrea Neil honore sa première sélection à l'âge de 19 ans contre la Jamaïque lors du Championnat de la CONCACAF de 1991. Elle entre en jeu en seconde période, et le match se solde par une large victoire de 9-0 des Canadiennes. Le Canada perd la finale face aux États-Unis (0-5). Lors du Championnat de la CONCACAF de 1994, elle marque un but face à la Jamaïque et un but face au Trinité-et-Tobago lors du premier et troisième match du tournoi. En juin 1995, elle participe à sa première Coupe du monde, compétition organisée en Suède. Lors du mondial, elle joue trois matchs. Le Canada est éliminée au premier tour du mondial. 
Le 12 juin 1999, elle inscrit son troisième but en sélection contre l'Australie en amical (victoire 2-0). Puis, en juin 1999 elle participe à sa seconde Coupe du monde, compétition organisée aux États-Unis. Lors du mondial, elle joue deux rencontres. Elle se met en évidence en délivrant sa première passe décisive avec le Canada, lors du match contre la Norvège. Le Canada est éliminée au premier tour du mondial.
Le 1er mars 2003, elle inscrit son premier triplé en sélection contre l'Écosse à l'Algarve Cup (victoire 3-0). Le 19 mai, elle inscrit un doublé face à l'Angleterre (victoire 4-0). Trois jours plus tard, elle récidive en marquant de nouveau un doublé contre l'Angleterre (victoire 4-0). Puis, en septembre 2003 elle participe à sa troisième Coupe du monde, compétition organisée aux États-Unis. Lors du mondial, elle joue cinq rencontres. Le Canada s'incline en demi-finale face à la Suède (1-2) et se classe finalement quatrième du tournoi, à la suite d'une nouvelle défaite (1-3) face aux États-Unis lors du match pour la troisième place.
Le 21 avril 2005, Andrea Neil honore sa centième sélection lors de la rencontre amicale contre l'Allemagne (défaite 3-1) et devient la deuxième canadienne à atteindre les cent sélections sous le maillot rouge. En septembre 2007 elle participe à sa quatrième et dernière Coupe du monde, compétition organisée en Chine. Lors du mondial, elle joue une seule rencontre. Le Canada est éliminée au premier tour du mondial. Lors du premier match des phases de groupes face au Ghana (victoire 4-1), cette rencontre est la dernière de la carrière de footballeuse d'Andrea Neil.
Andrea Neil compte cent-trente-deux sélections (dont quatre-vingt-dix-neuf en tant que titulaire), vingt-quatre buts et six passes décisives avec l'équipe du Canada entre 1991 et 2007.

## Palmarès

### En club
- Avec les  Thunderbirds de l'UCB (1)
  - Vainqueur du Trophée Gladys-Bean (en) en 1993[20]

- Avec les  Whitecaps de Vancouver (2)
  - Vainqueur de la W-League en 2004 (en) et 2006 (en)

### En sélection
- Avec le  Canada
  - Finaliste du Championnat de la CONCACAF en 1991, 1994, 2002 et 2006

### Distinctions individuelles
- Joueuse canadienne de l'année en 2001[21]
- Membre du Temple de la renommée des sports de la UCB depuis 2009[22]
- Membre du Panthéon des sports canadiens depuis 2011[17]
- Membre du Temple de la renommée (en) de l'Association canadienne de soccer depuis 2012[23]
- Membre du Temple de la renommée du sport de la C.-B. depuis 2012[24]
- Membre du Temple de la renommée des Whitecaps de Vancouver depuis 2014[25]
- Membre du Temple de la renommée de soccer de la C.-B. depuis 2019[26]